# Argentine (métro de Paris)
Pour les articles homonymes, voir Argentine (homonymie).
Argentine est une station de la ligne 1 du métro de Paris, située à la limite du quartier de Chaillot du 16e arrondissement et du quartier des Ternes du 17e arrondissement de Paris.

## Situation
La station est implantée sous l’avenue de la Grande-Armée, entre la rue d'Argentine et la place Yvon-et-Claire-Morandat, soit approximativement à mi-parcours de la section de ligne entre les stations de correspondance Porte Maillot et Charles de Gaulle - Étoile.

## Histoire
La station est ouverte le 1er septembre 1900, soit plus d'un mois après la mise en service du premier tronçon de la ligne 1 entre Porte de Vincennes et Porte Maillot. Jusqu'alors, les trains la traversaient sans y marquer l'arrêt.
Elle doit sa dénomination initiale d'Obligado à la rue d'Obligado, débouchant à proximité au sud-est, laquelle célèbre une victoire franco-britannique sur l'Argentine durant la bataille de la Vuelta de Obligado en 1845.
Elle est renommée Argentine le 25 mai 1948, en même temps que le changement de nom de la « rue d’Obligado » pour « rue d'Argentine » à la suite d'une visite en 1947 d'Eva Perón, compagne de Juan Perón, président de la Nation argentine de l'époque. La France entend ainsi remercier l’Argentine de la généreuse aide alimentaire apportée au cours des premiers temps de la reconstruction de l’après-guerre.
Dans les années 1960, les piédroits sont revêtus d'un carrossage métallique avec montants horizontaux jaunes et avec des cadres publicitaires dorés, éclairés. Cet aménagement était complété par des banquettes jaunes attachés au carrossage. Dans la même période, une crypte a été créée à l'extrémité des 2 quais direction Château de Vincennes pour permettre le passage de la ligne de cinq à six voitures. La station perdra alors le carrelage du tympan direction Vincennes et de la voûte.
À la fin des années 1990, le carrossage est renouvelé : les montants horizontaux sont passés du jaune au bleu, ils furent complétés de sièges de style « Motte » de couleur bleue en remplacement des anciennes banquettes jaunes attachées au carrossage et les anciennes plaques émaillées indiquant le nom de la station ont été remplacées par des plaques de police d'écriture Parisine.
Le 24 mars 2006, une plaque commémorative est inaugurée sur le tympan occidental du quai en direction de La Défense, portant la mention en espagnol Nunca más (signifiant littéralement en français : « Plus jamais »), « en hommage aux citoyens argentins et français enlevés, détenus et disparus en Argentine sous la dictature militaire (1976-1983) » et « à toutes les victimes de la répression ». Une petite exposition sur l'Argentine a également été ouverte au milieu du quai direction Château De Vincennes.
Dans le cadre de l'automatisation de la ligne 1, les quais sont entièrement rénovés en 2008, entraînant la dépose du carrossage et de l'exposition. Ils sont rehaussés le week-end des 20 et 21 septembre 2008 afin de recevoir des portes palières, lesquelles ont été installées en février 2010.
Le 18 décembre 2022, à l'occasion de la finale de la Coupe du monde de football 2022 entre l'Argentine et la France, la RATP décide de rebaptiser temporairement la station en « France ».

### Fréquentation
Nombre de voyageurs entrés à cette station :
| Année                      | 2013      | 2014      | 2015      | 2016      | 2017      | 2018      | 2019      | 2020      | 2021      |
| -------------------------- | --------- | --------- | --------- | --------- | --------- | --------- | --------- | --------- | --------- |
| Nombre de voyageurs par an | 2 932 686 | 2 947 071 | 2 972 019 | 2 975 436 | 2 950 929 | 2 932 605 | 3 026 210 | 1 603 575 | 2 079 212 |
| Rang                       | 183e      | 187e      | 184e      | 179e      | 184e      | 193e      | 172e      | 160e      | 172e      |
| Nombre de stations         | 302       | 302       | 302       | 302       | 302       | 302       | 302       | 304       | 304       |

## Services aux voyageurs

### Accès
La station dispose de deux accès constitués d'escaliers fixes :
- Accès no 1 « rue des Acacias », orné d'un candélabre Dervaux, se trouvant au droit du no 36 de l'avenue ;
- Accès no 2 « avenue de la Grande-Armée » se situant face au no 37.

Accès à la station
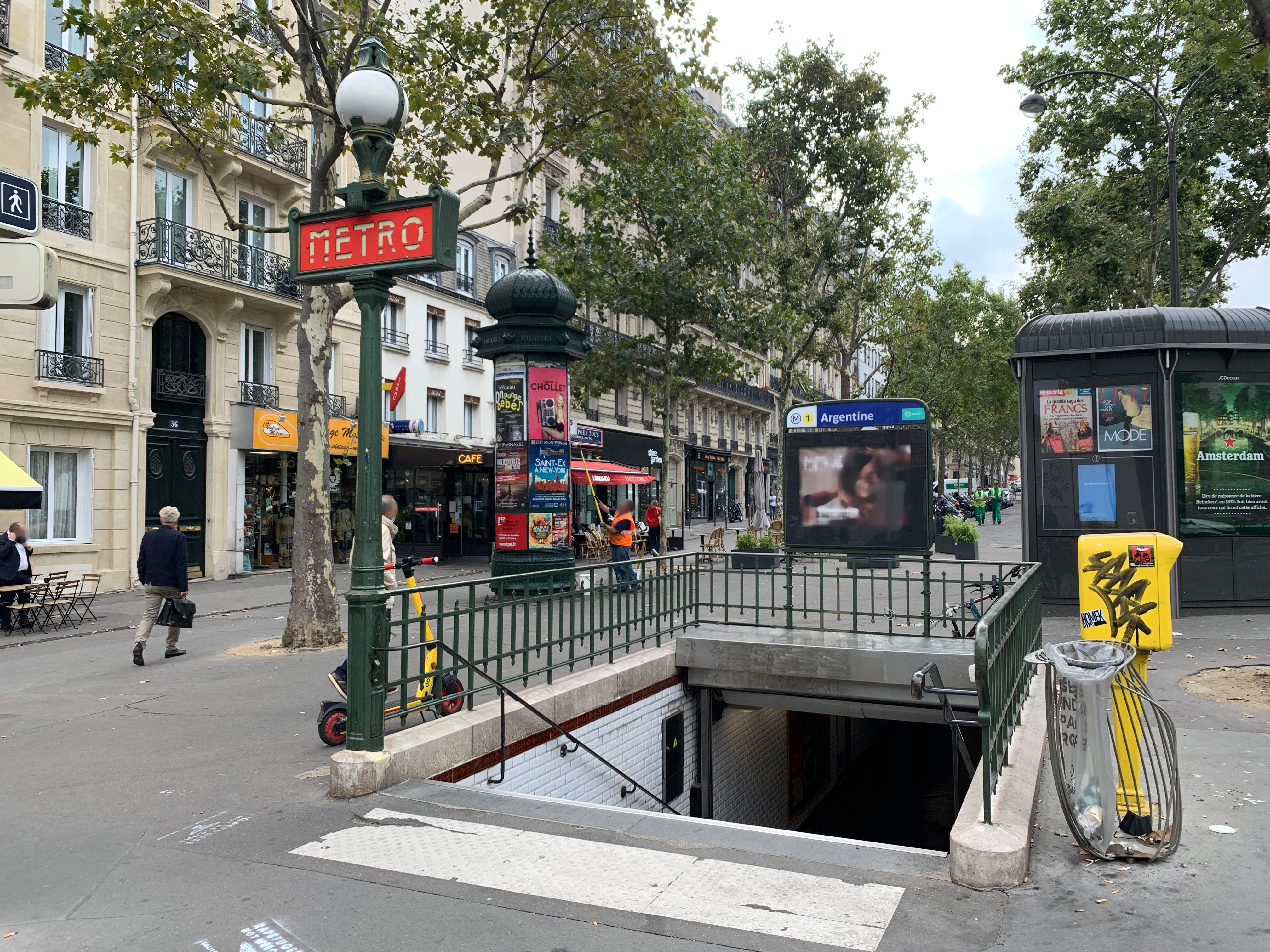
L'accès no 1 « Rue des Acacias ».
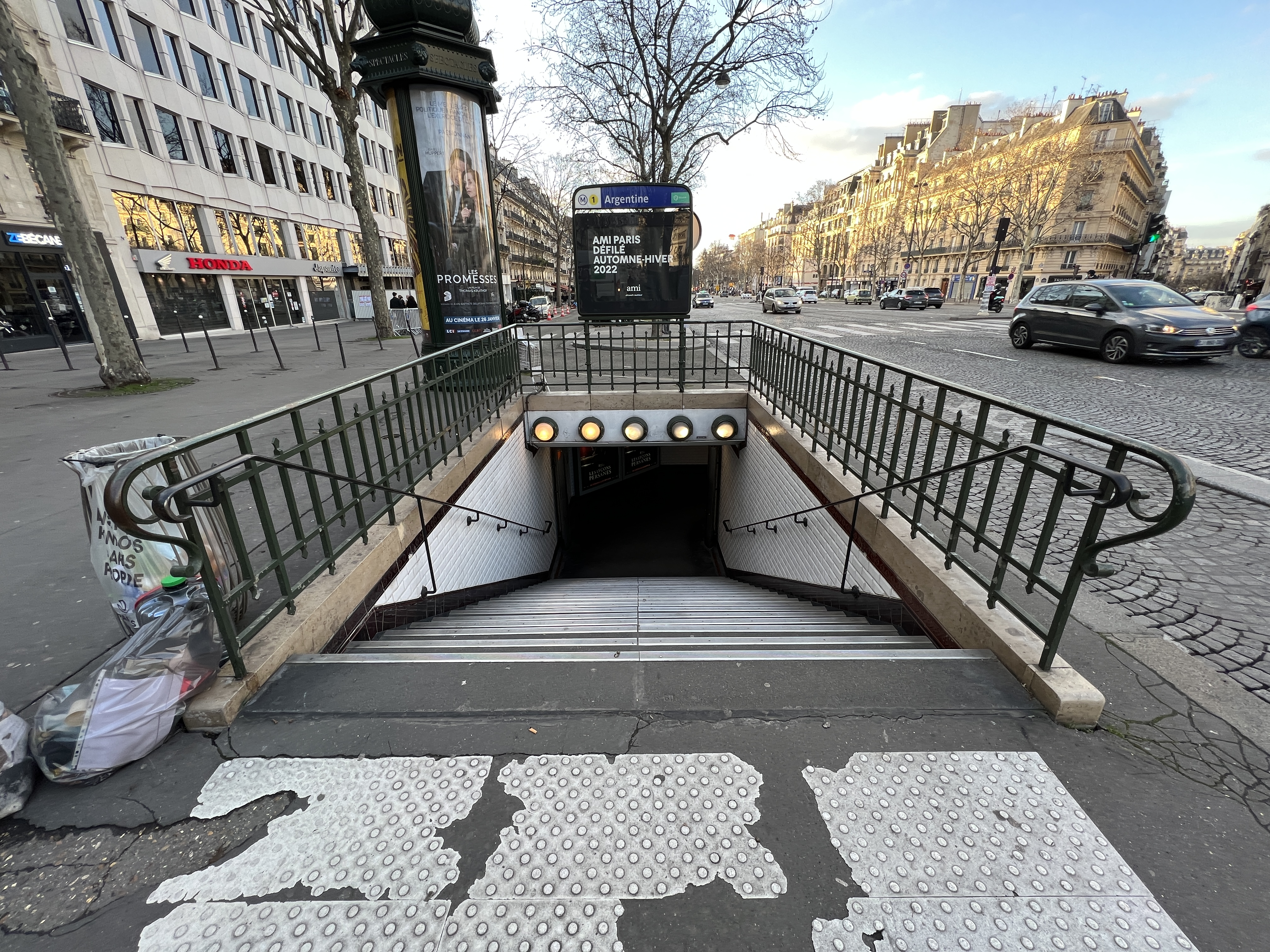
L'accès no 2 « Avenue de la Grande Armée ».

### Quais
Argentine est une station de configuration standard : elle possède deux quais séparés par les voies du métro et la voûte est elliptique. Une crypte de 15 mètres de long, dont le plafond repose sur des piliers très rapprochés, la prolonge toutefois à son extrémité orientale depuis le passage de la ligne aux rames à six voitures dans les années 1960.
Depuis 2008, dans le cadre de l'automatisation de la ligne 1, les quais sont décorés sur un thème consacré à l'Argentine, composé principalement de huit grands panneaux rétro-éclairés de couleurs différentes représentant chacun un paysage de ce pays, auxquels est incorporé le nom de la station inscrit en police de caractères Parisine. L'inauguration de ces installations s'est déroulée le 15 juin 2011 en présence de Pierre Mongin, président-directeur général de la RATP, d'Aldo Ferrer (es), ambassadeur d'Argentine et d'Enrique Meyer (es), ministre argentin du Tourisme. Les sièges de la station, de style « Akiko », sont de la couleur emblématique de ce pays : le bleu.
Le restant de la décoration est classique selon le style utilisé pour la majorité des stations de métro : les bandeaux d'éclairage sont blancs et arrondis dans le style « Gaudin » du renouveau du métro des années 2000, et les carreaux de céramique blancs biseautés recouvrent les piédroits, le tympan direction La Défense et les débouchés des couloirs. La voûte et le tympan direction Vincennes sont peints en blanc, tandis que les colonnes de la crypte sont recouvertes de petits carreaux de teinte sombre. Les cadres publicitaires sont en céramiques blanches et les quais sont équipés de portes palières.

### Intermodalité
La station est desservie par la ligne 73 du réseau de bus RATP et, la nuit, par les lignes N11 et N24 du réseau de bus Noctilien.

Galerie de photographies
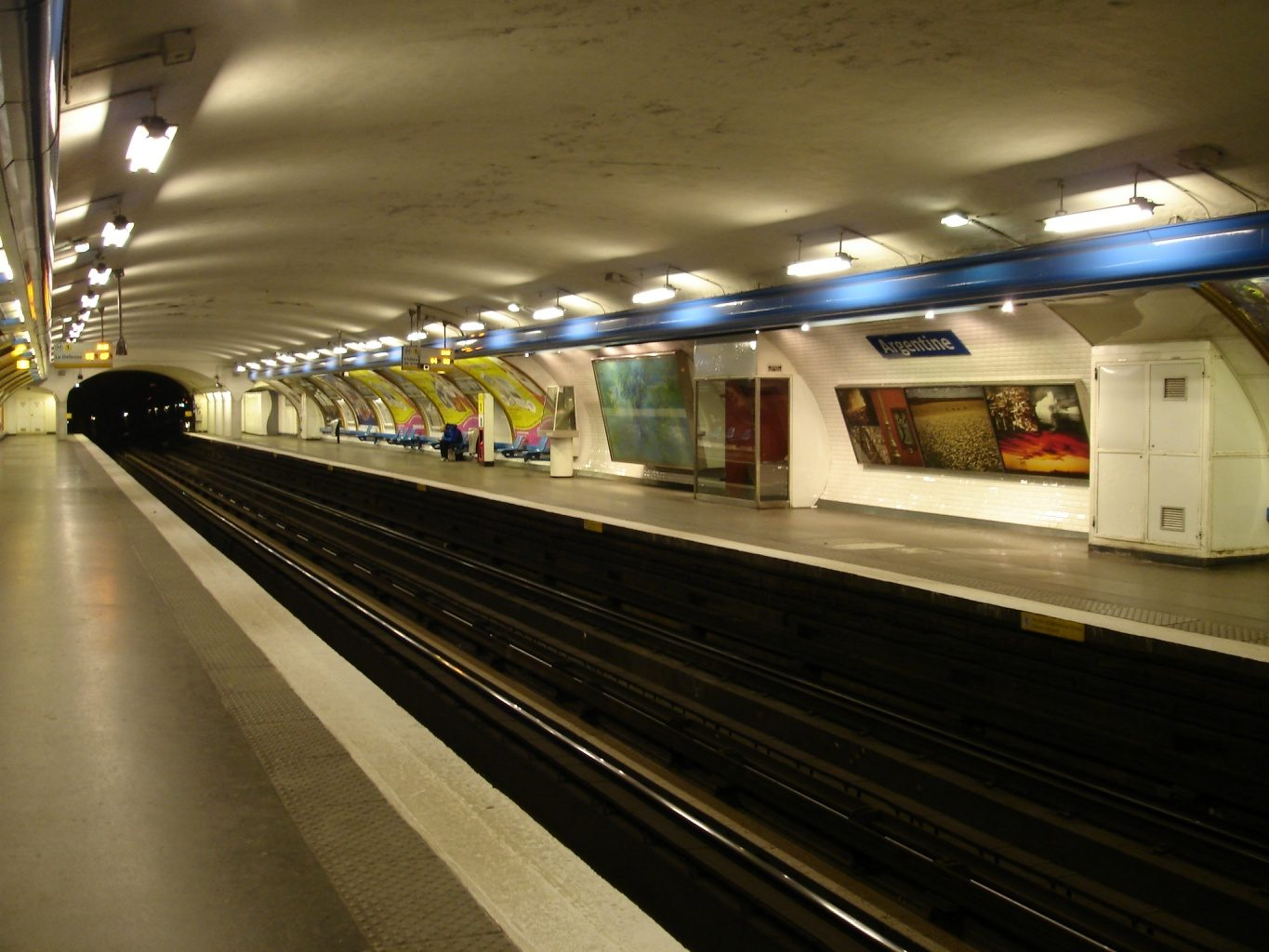
Les quais avant les travaux de rénovation de 2008.
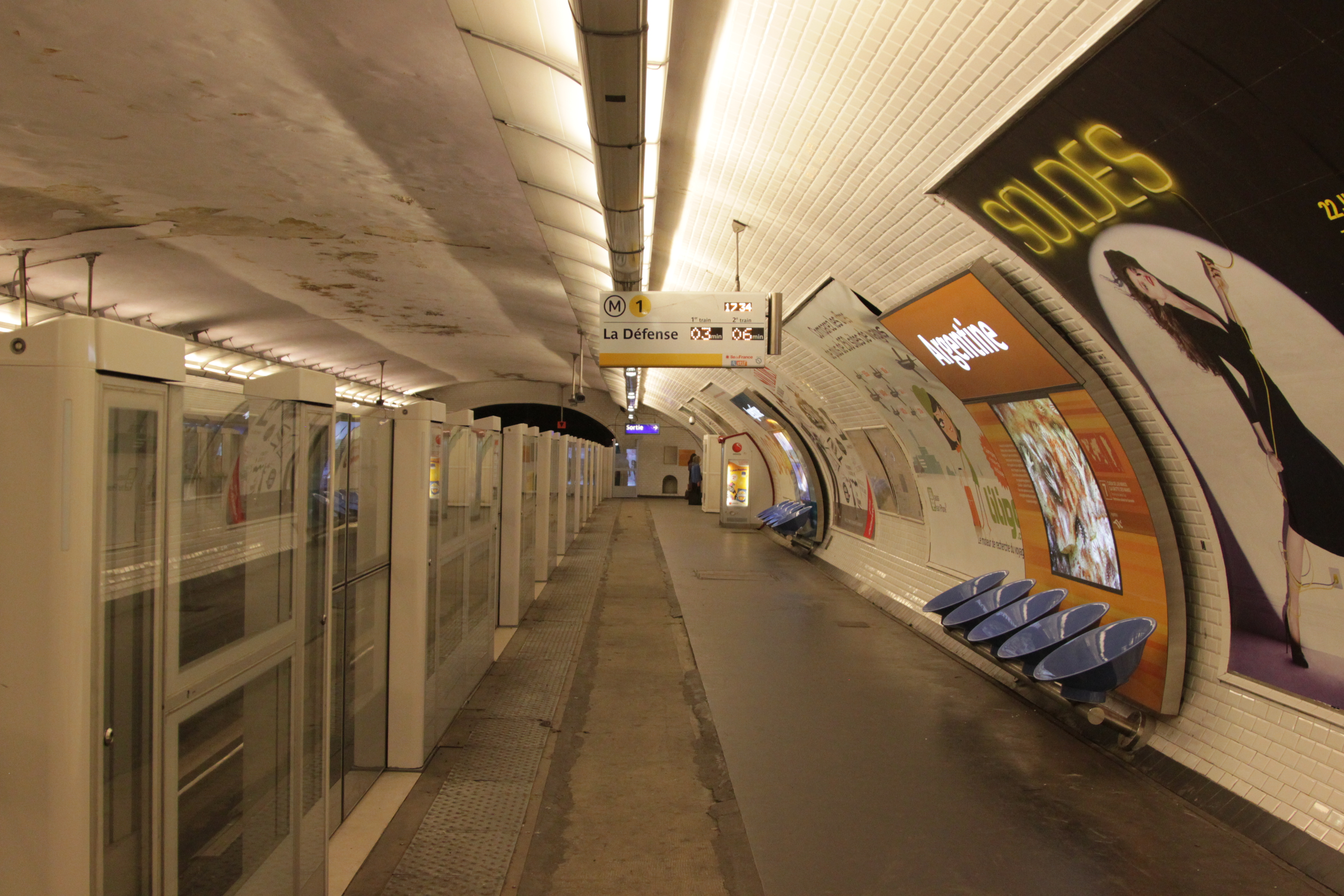
Les quais après rénovation, en juillet 2011.